# Mojtín
Mojtín és un poble i municipi d'Eslovàquia que es troba a la regió de Trenčín. La primera menció escrita de la vila es remunta al 1364.

## Demografia
| Godina             | 1994 | 2004   | 2014    | 2024   |
| ------------------ | ---- | ------ | ------- | ------ |
| Nombre de persones | 623  | 578    | 461     | 426    |
| Diferència         |      | −7,22% | −20,24% | −7,59% |

| Godina             | 2023 | 2024   |
| ------------------ | ---- | ------ |
| Nombre de persones | 423  | 426    |
| Diferència         |      | +0,70% |